# بر دبي

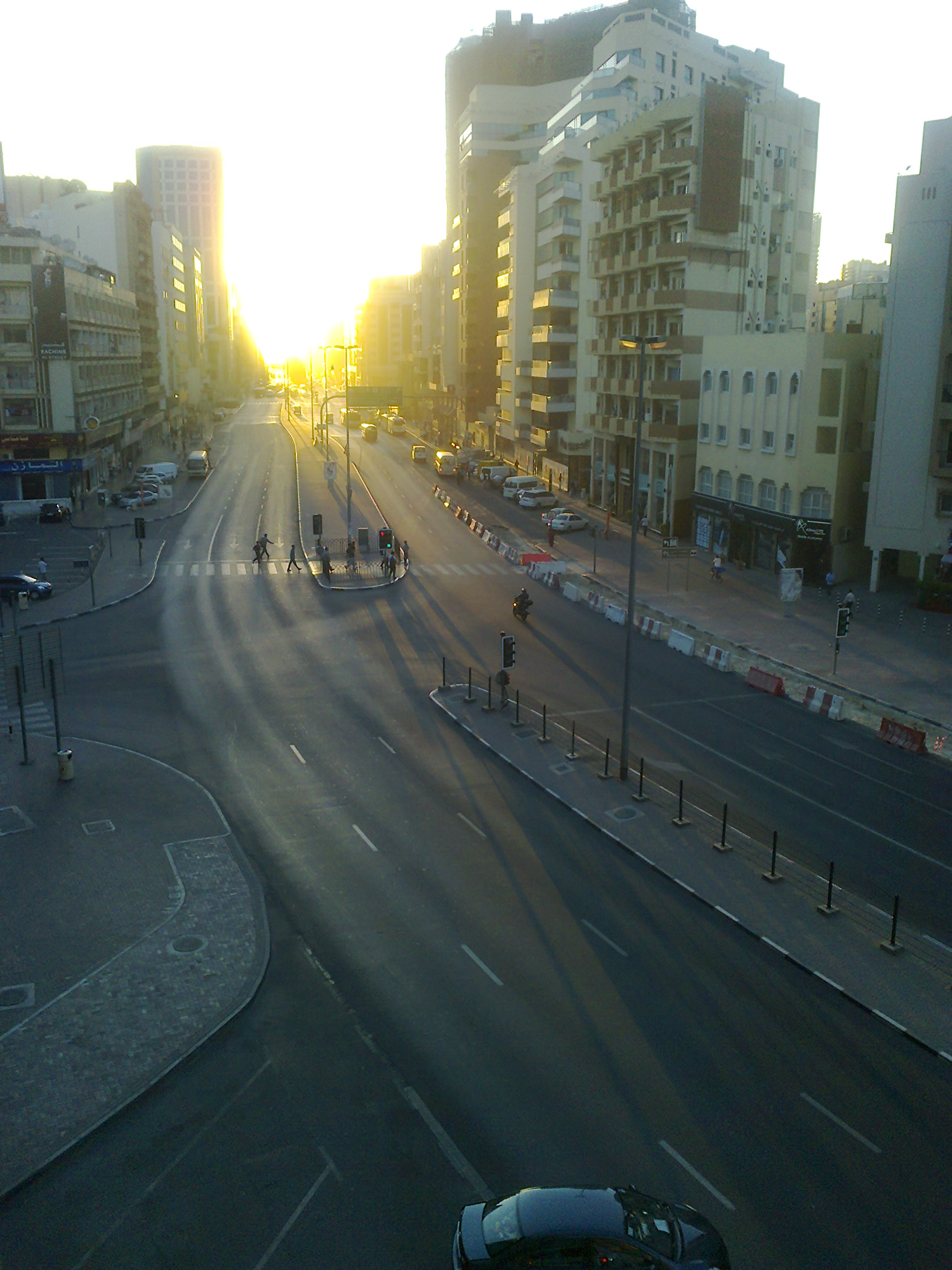
شارع خالد بن الوليد في بر دبي.

بر دبي هو ذلك الجزء من دبي الذي يقع على الضفة الجنوبية من خور دبي، والذي يفصل بين بر دبي وديرة، حيث كانت تستخدم القوارب قديماً لنقل السكان بين المنطقتين، أما اليوم فهناك مجموعة من الجسور بالإضافة لنفق الشندغة تؤمن التنقل بيبن المنطقتين بسهولة ويسر. تقليديًا كانت منطقة بر دبي هي مقر الحكم ومكتب الحاكم، وكانت دائرة الجمارك وهي من الدوائر الأولى لإمارة دبي تحظى بمكان ملاصق لمكتب الحاكم. ولكن ديرة كانت المركز الأساسي للتجارة في دبي. تغير هذا اليوم وعمت التجارة والأعمال جميع أنحاء دبي.
يعتبر بر دبي أقدم المناطق في الإمارة ويضم العديد من الأماكن التاريخية والمناطق والمباني القديمة مثل حي الفهيدي التاريخي في الجزء الشرقي من خور دبي ويضم حصن الفهيدي الذي يعتبر شاهدًا على تاريخٍ عريقٍ لهذه الإمارة الفتية، وتحوي في متحفها قصة الماضي وتقاليده. ويوجد أيضاً في بر دبي قرية التراث والغوص التي تقع في منطقة الشندغة على جانب بر دبي والتي تم انشاؤها عام 1997 لاحتضان الفعاليات التراثية وتصوير الحياة القديمة للسكان. بالإضافة لبرواز دبي الذي يقع في زعيبل يبلغ ارتفاعه 150 متر بعرض 95 متر ويعتبر من أبرز المعالم السياحية في المنطقة.
كما يشمل بر دبي شارع الشيخ زايد الشهير بأبراجه الحديثة وحي الجميرا السكني الهادئ بمقاهيه ومطاعمه الأنيقة. كما يشمل بر دبي وحتى يصل إلى منطقة جبل علي بعض أهم المنشآت مثل برج العرب وأبراج الإمارات وبرج دبي ومدينة دبي للإعلام، ومدينة دبي الطبية ومدينة دبي للإنترنت وقرية المعرفة والمدينة الجامعية والكثير غيرها من المشاريع المعمارية الحديثة.

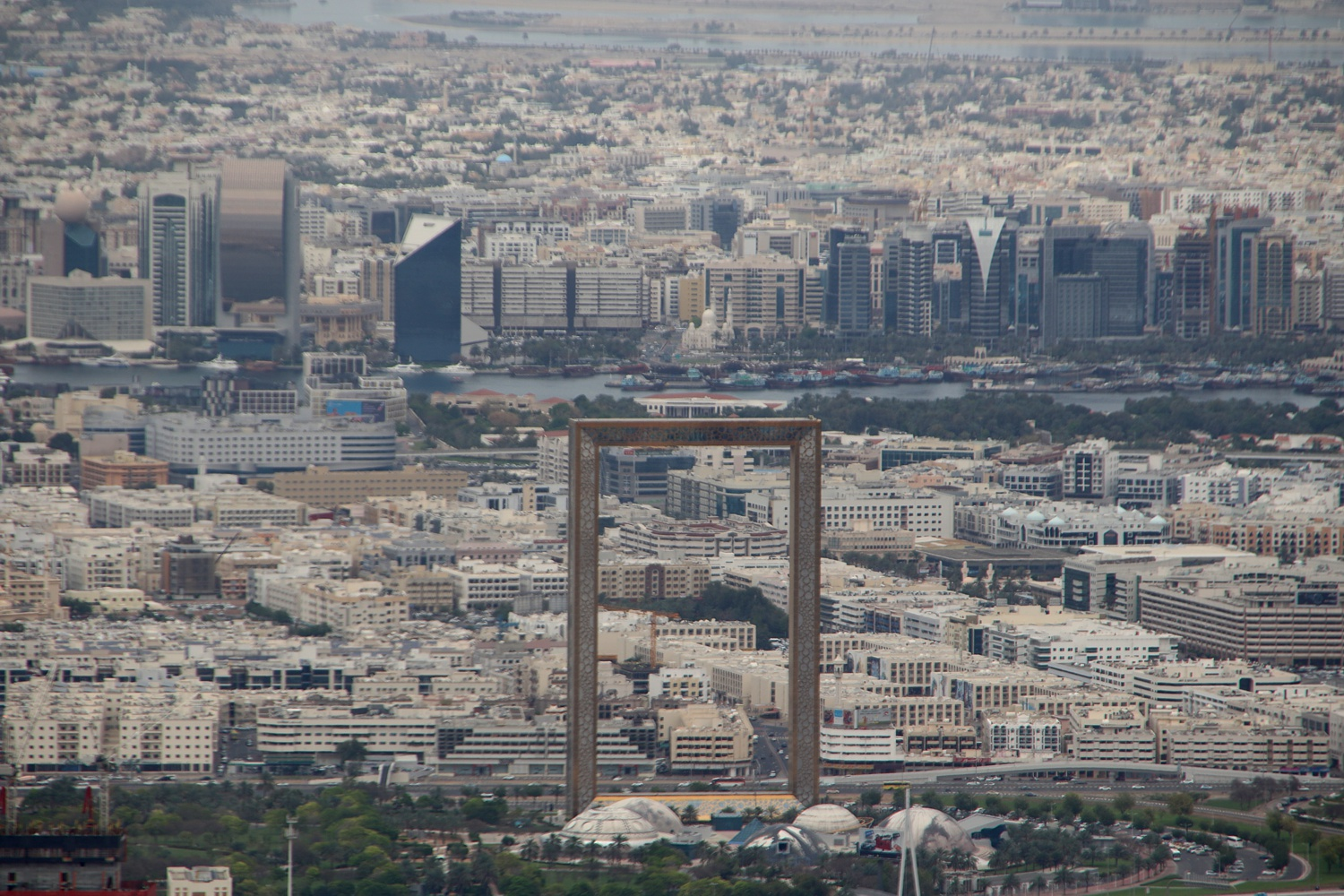
برواز دبي في بر دبي

ومن بعض منشآت دبي الواقعة في منطقة بر دبي مبنى محاكم دبي ومبنى النيابة العامة وكذلك المستشفيات الحكومية مثل مستشفى راشد ومستشفى لطيفة. إلى جانب مؤسسة دبي للإعلام بما فيها تلفزيون دبي والقنوات الفضائية الأخرى التابعة لدبي.

## التطورات الحديثة
بين عامي 2013 و 2016 تم تمديد الشلالة إلى البحر من خليج الأعمال إلى جومير مما شكّل قناة دبي للمياه وتحوّل بور دبي إلى جزيرة. بور دبي هي منطقة سكنية شعبية تتكون من عدة مبان سكنية. وفقاً لهيئة الطرق والنقل في دبي، وقعت الهيئة اتفاقية مع مطور العقارات ناكيل لبناء جسر جديد سيربط من بور دبي إلى جزر دبي بحلول عام 2026.

## معرض الصور

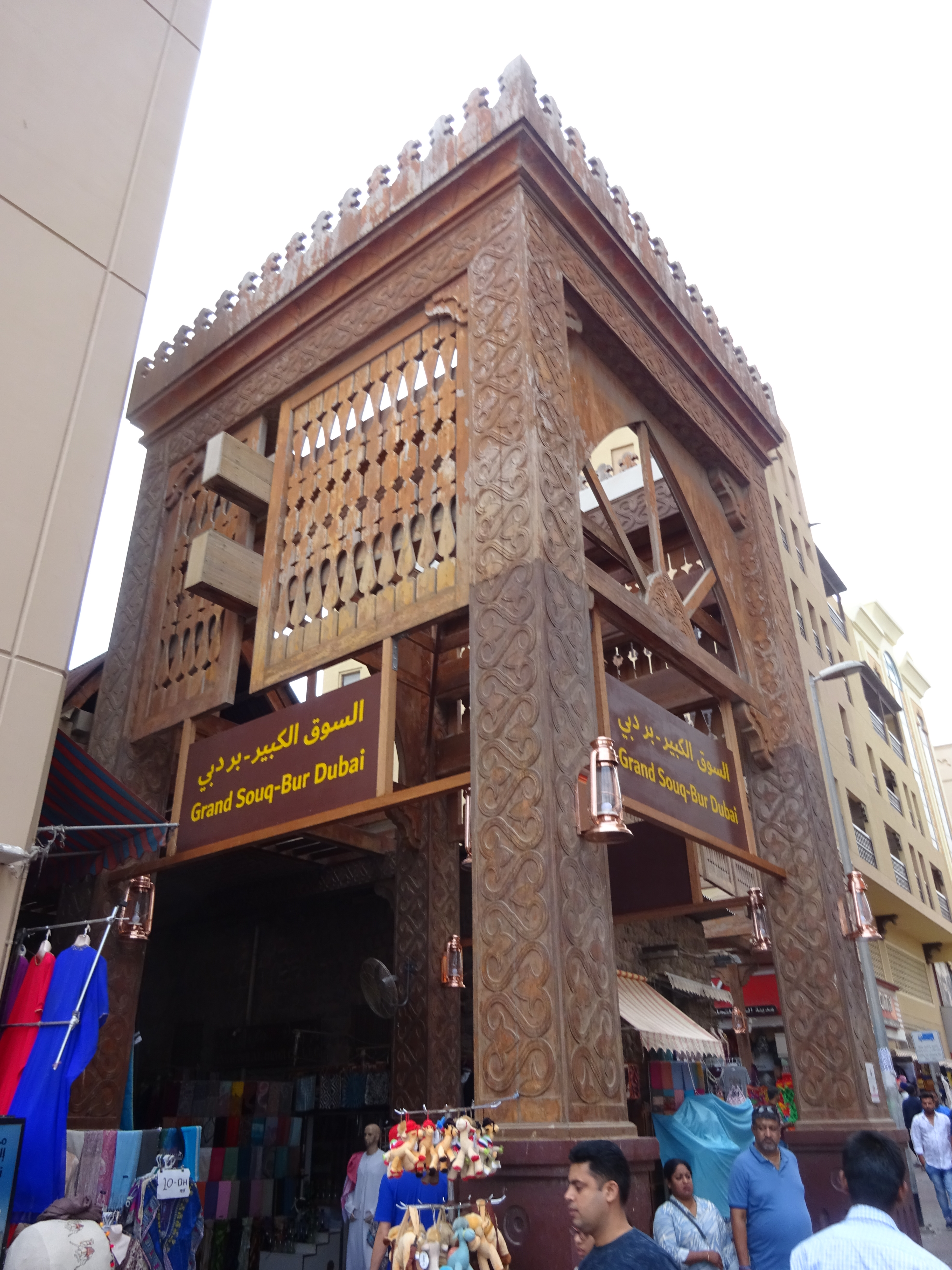
مدخل السوق الكبير بر دبي
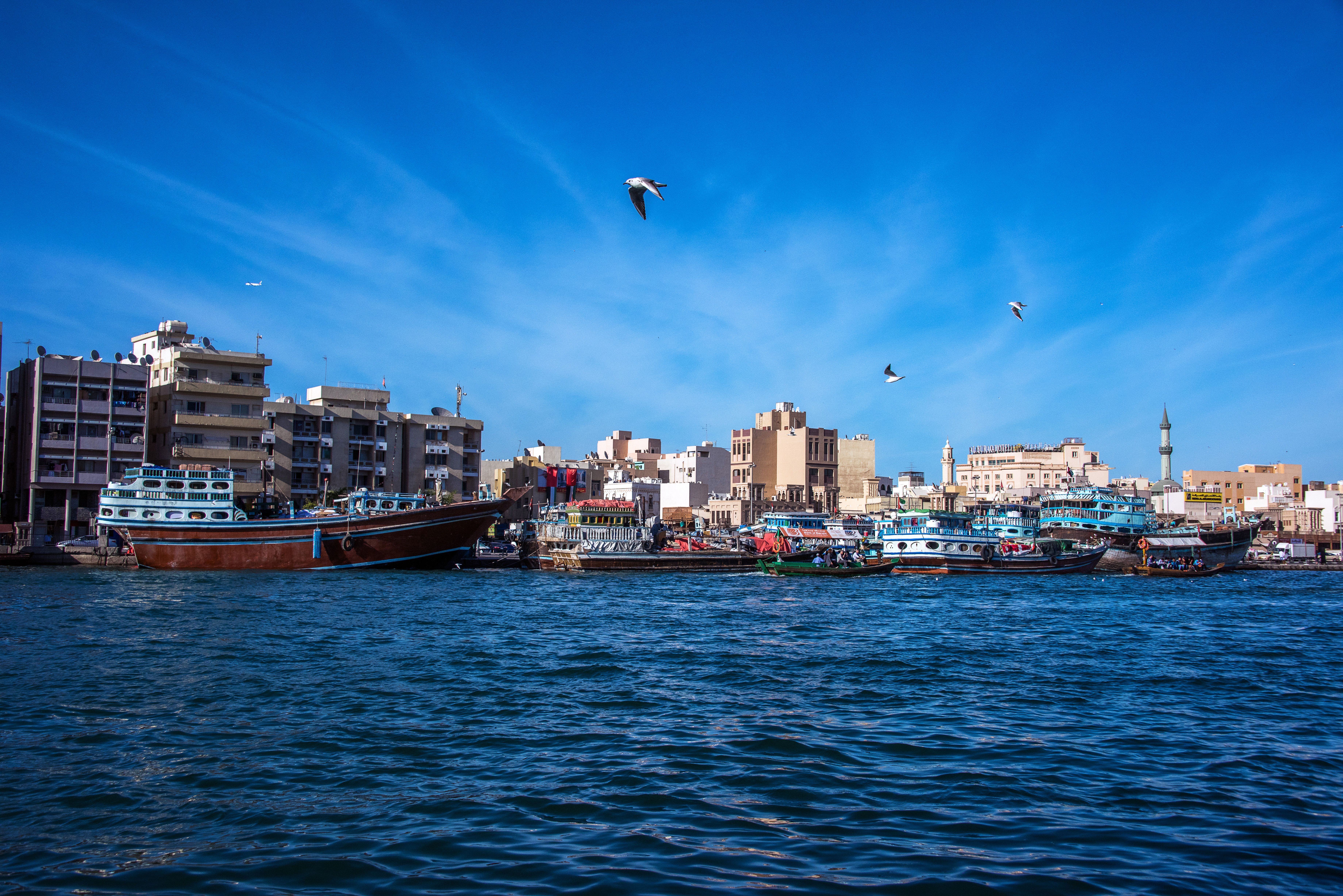
منظر بر دبي
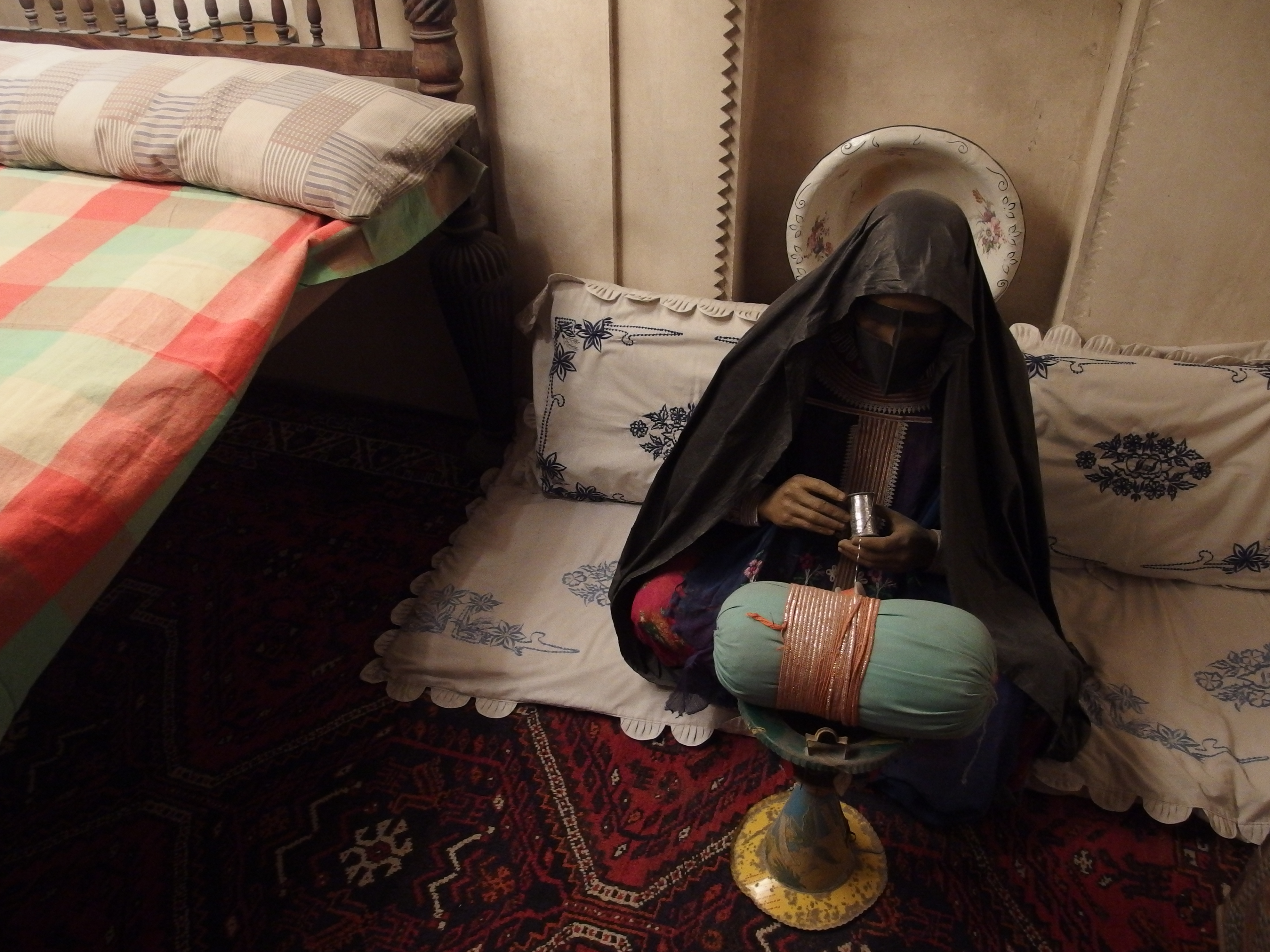
متحف دبي
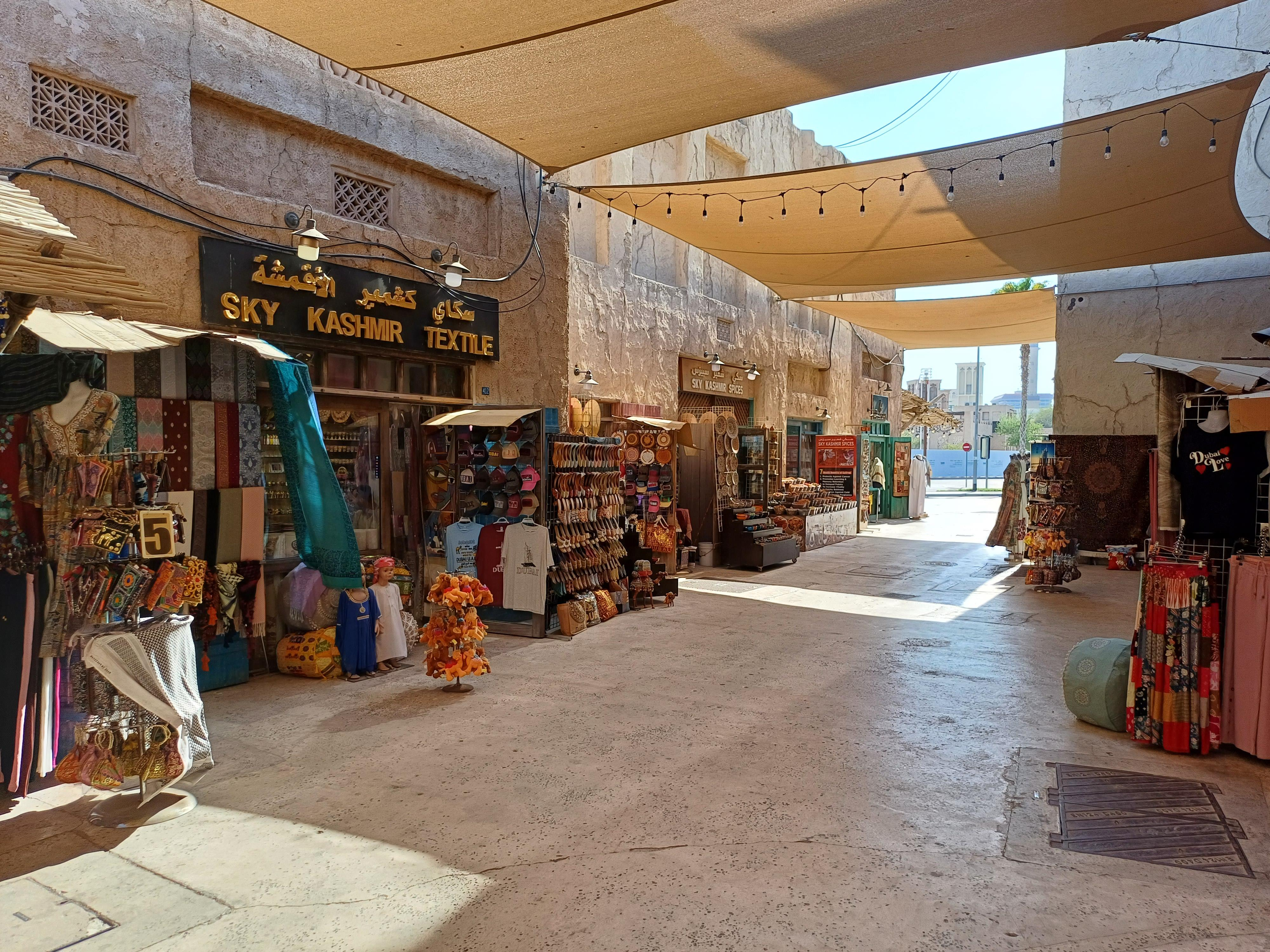
بازار في بر دبي
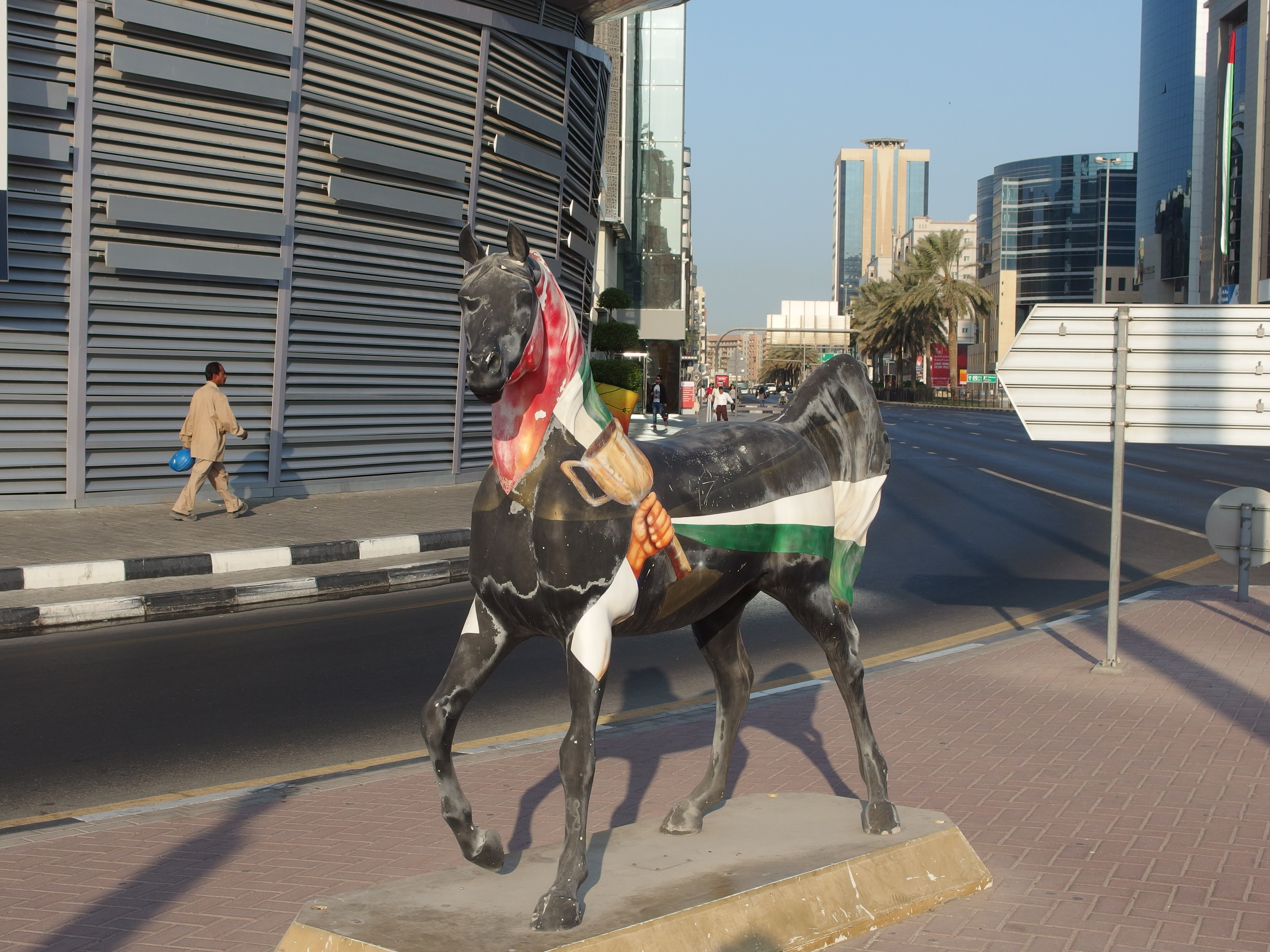
بر دبي
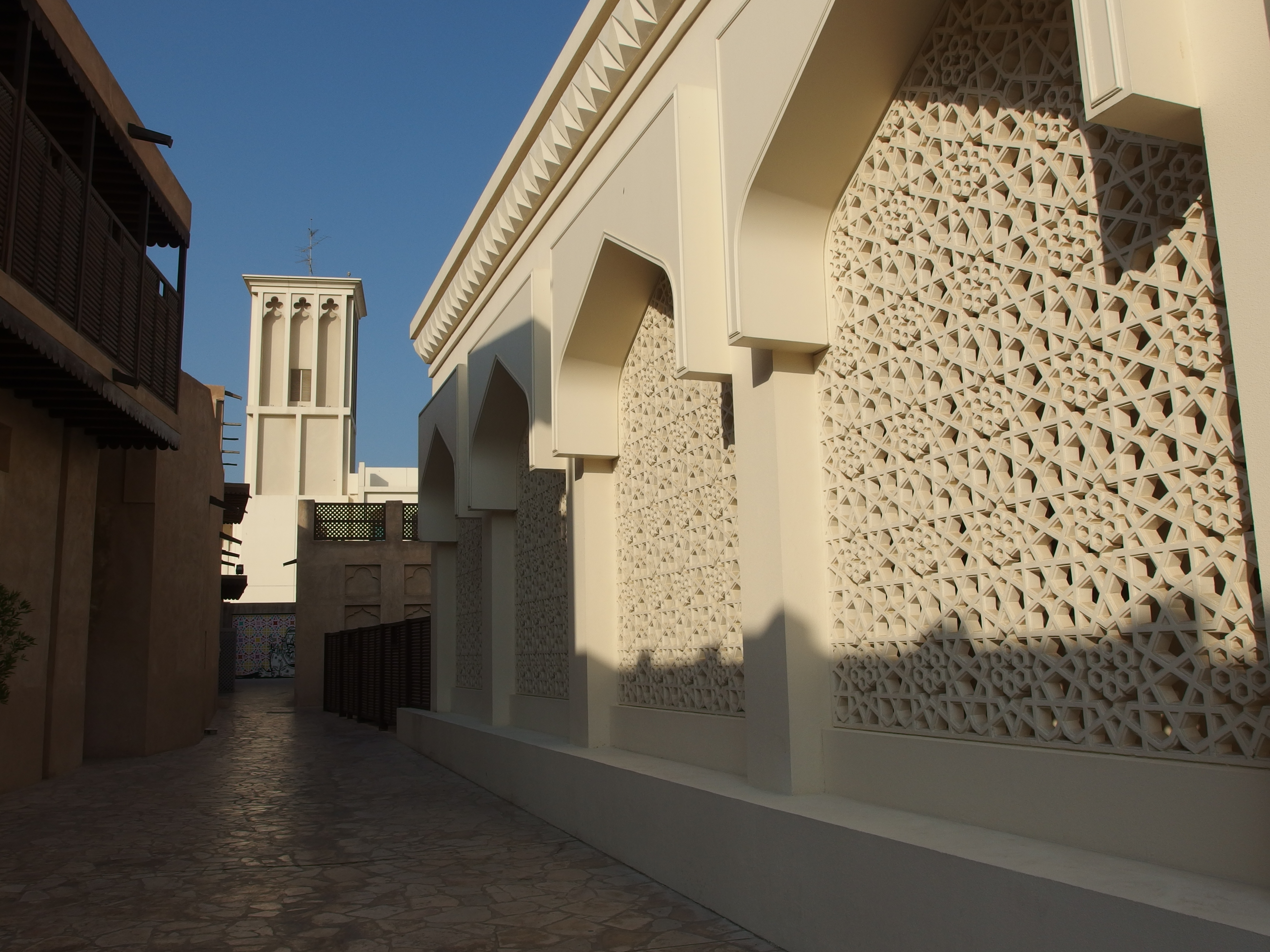
حي البستكية في بر دبي
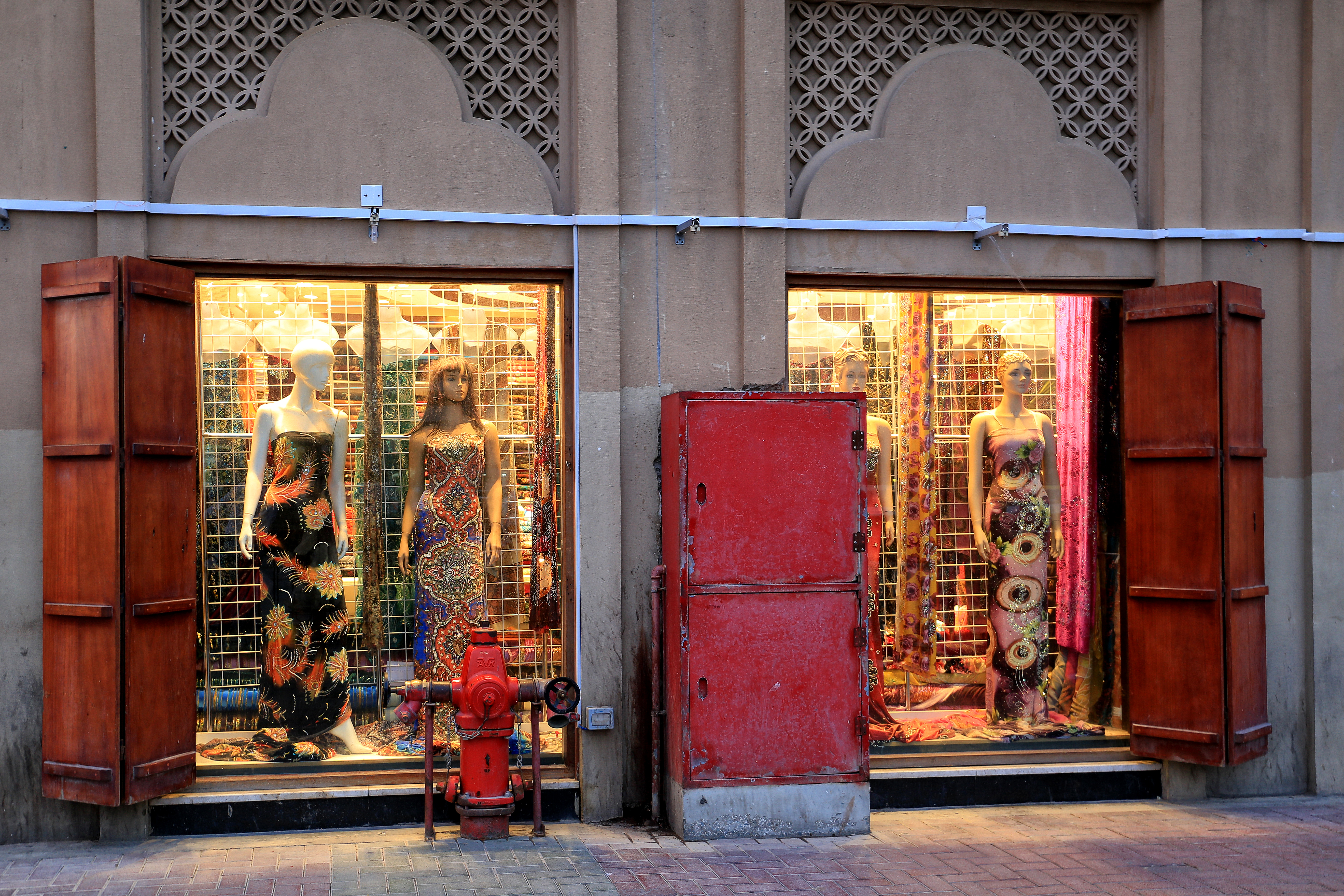
احد متاجر سوق النسيج
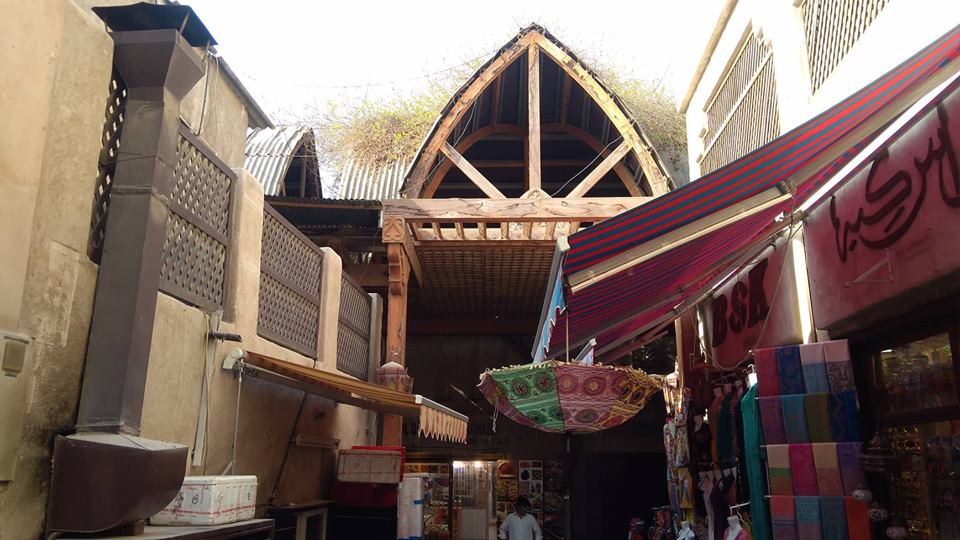
بر دبي القديم

## أعلام
- نجاة مكي
- أحمد بن راشد آل مكتوم

## وصلات خارجية